# Полуоткрытые дебюты
Полуоткры́тые дебю́ты — возникают при начальном ходе белых 1. e2-e4 и любом ответе чёрных, кроме 1. …e7-e5.

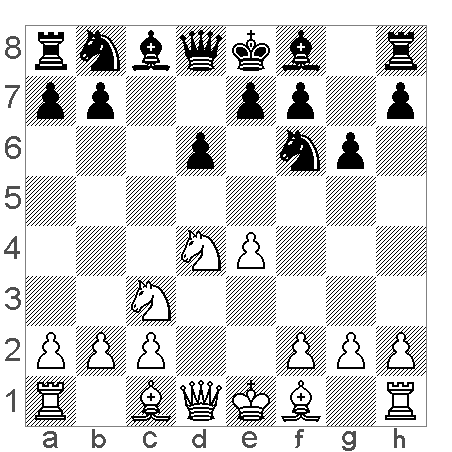
Вариант дракона в сицилианской защите

Популярность полуоткрытых начал в современной шахматной практике обусловлена большей возможностью контригры для чёрных, позиционно-манёвренным лавированием в дебюте с переносом комбинационной игры на стадию миттельшпиля. Полуоткрытые начала ведут преимущественно к сложной борьбе с минимальными возможностями быстрого упрощения.
Борьба за центр в Полуоткрытых началах может принимать различные формы.
- Во французской защите после 1. e2-e4 e7-e6 2. d2-d4 чёрные вторым ходом (2. … d7-d5) угрожают пешке e4, а в случае её продвижения переходят к атаке пешки d4 путём c7-c5.
- В скандинавской защите ход 1. …d7-d5 делается сразу в ответ на 1. e2-e4.
- В защите Каро — Канн — 2. …d7-d5 следует после подготовительного 1. …c7-c6.
- В сицилианской защите осуществить продвижение d7-d5 значительно сложнее, но в этом нет и необходимости, поскольку после размена одной из центральных пешек (3. …c5:d4) белые не могут добиться пешечного преимущества в центре.
- В защите Алехина (1. …Кg8-f6) белым удаётся создать мощный пешечный центр, но у чёрных есть возможности его подрыва — 4. …d7-d6 с последующим Кc6 и т. д.[1]
- В защите Святого Георгия(1. ... a6) чёрные стремятся "фианкеттировать" слона и оттеснить белого слона.